# Сатанг

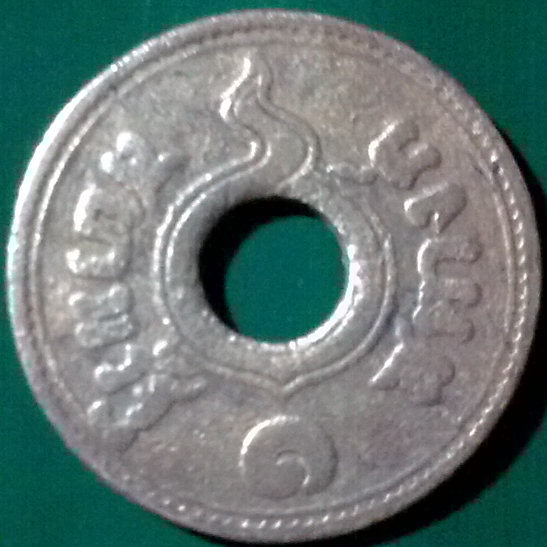
1 сатанг 1937 года

Сатанг (тайск. สตางค์) — разменная денежная единица Таиланда, равняется 1/100 бата, до 1928 года — 1/100 сиамского тикаля.
Слово заимствовано из языка пали и дословно означает «сотая (sata) часть (anga)».
Чеканка монет в сатангах начата в 1897 году, при короле Раме V, в период правления которого была введена десятичная система (сатанг, равный 1/100 тикаля). При Раме V были выпущены медно-никелевые монеты в 21⁄2, 5, 10 и 20 сатангов. Выпуск монет по прежней системе, в (атах, равных 1/64 тикаля), продолжался до 1905 года.
В 1908 году начата чеканка монет в 1 сатанг, в 1929 — в 25 и 50 сатангов. В 1937 году была выпущена монета в 1⁄2 сатанга, далее больше не выпускавшаяся.
В 1942 и 1948 годах были выпущены банкноты в 50 сатангов.
В настоящее время выпускаются монеты в 1, 5, 10, 25 и 50 сатангов.